# Касл (телесеріал)
«Касл» (англ. Castle) — американський детективний телесеріал, прем'єра якого відбулась у США 9 березня 2009 року. Серіал транслювався телеканалом ABC до 16 травня 2016 року.

## Сюжет
У процесі розслідування вбивства детектив Кейт Бекет (Стана Катіч) помічає схожість місця злочину зі змальованими в детективах відомого письменника Річарда Касла (Натан Філліон). Касл стає підозрюваним, проте при подальшому розгляді справи він виявляється непричетним. Маючи дружні стосунки з мером та іншими впливовими людьми міста, Касл напрошується бути присутнім на всіх розслідуваннях, які проводитиме детектив Бекет, доки не збере матеріал для своєї майбутньої книги.

## Персонажі
- Річард Едгар Касл (Натан Філліон) — відомий письменник, автор серії детективів. Ім'я при народженні — Річард Александр Роджерс. Змінив друге ім'я на Едгар на честь Едгара По. Не знає свого батька. Двічі розлучений, має доньку від першого шлюбу — Алексіс. Меридіт — перша дружина — зрадила йому з режисером і поштою надіслала документи на розлучення. Джина — друга дружина — не могла терпіти того, що Рік не давав їй можливості зблизитися зі своєю донькою. Вони часто сварились і це, мабуть, призвело до розлучення. На початку серіалу він перебуває в пошуку нових ідей, після того, як в останній написаній книзі він «убив» свого найвідомішого персонажа. Окрім отримання свіжих ідей, Касл використовує свої знання, досвід та інтуїцію, щоб допомогти поліції в розслідуванні злочинів.
- Кейт Беккет (Стана Катіч) — детектив департаменту поліції Нью-Йорку. Вона першокласний слідчий і має репутацію детектива, що полюбляє незвичайні злочини. У серіалі згадується, що вона наймолодша жінка-детектив (їй було близько 20 років). Поліцейським вирішила стати після вбивства матері, яке так і не було розкрито. Працюючи в поліції, вона захоплювалася детективними романами Ріка. Під тиском її начальника була змушена прийняти Касла своїм напарником-консультантом. Попри його несерйозне ставлення до розслідувань, вони виявились першокласною командою. Провела семестр у Києві, вивчаючи українську мову.
- Хав'єр Еспозіто (Джон Уертас) — детектив, член команди Беккет. Працює на пару з Райаном. Завжди готовий жартувати з приводу розслідування та свого напарника. Любить спостерігати за взаєминами Касла і Беккет. Дуже часто, звертаючись до колег, розпочинає свою фразу вигуком «Йоу!» Зустрічався з Лені Паріш, попри розрив з якою все ще має до неї ніжні почуття і хоче почати стосунки знову, але не зізнається в цьому.
- Кевін Райан (Шеймус Девер) — детектив, напарник Еспозіто і член команди Беккет. Хоча вони обоє постійно кепкують з Беккет, насправді вони досить дбайливо до неї ставляться. У другому сезоні починає зустрічатися з Джені. У третьому сезоні освідчується їй на очах усього відділку, їхнє весілля відбулося в четвертому сезоні.
- Лені Паріш (Тамала Джонс) — судмедексперт, із великим завзяттям постійно сперечається з Ріком. Мабуть, єдина подруга Беккет, з якою вона може відверто поговорити. Весь час радить їй розвинути стосунки з Каслом. Зустрічалася з детективом Еспозіто, хоча вони розійшлися, зберегла до нього почуття і хотіла б відновити стосунки, але не каже про це.
- Рой Монтгомері (Рубен Сантьяго-Хадсон) — начальник Беккет, стриманий, цілеспрямований і дуже уважний до дрібниць. Він завжди стежить за тим, щоб розслідування проходили як по маслу. Його веселить роздратування Беккет, зумовлене присутністю Касла, але він розуміє, що разом вони добре працюють. При успішному розкритті злочину любить відзначити роботу Касла, при цьому жартома забувши про участь Беккет, чим її дуже дратує. Одружений, має двох доньок і сина.
- Алексіс Касл (Моллі Квінн) — дочка Касла, якій набагато простіше спілкуватися з дорослими, ніж з однолітками. Любить вчитися. Найчастіше поводиться більш свідомо, ніж її батько. За її словами, вона єдина нормальна та зріла особистість в їхній сім'ї. Оскільки батько був відповідальнішим, ніж її мати, Алексіс залишили з ним після розлучення батьків. Намагається вступити до коледжу Стенфорд.
- Марта Роджерс (Сьюзен Салліван) — мати Касла, не знає, хто батько її сина. Колишня бродвейська актриса. Живе з Річардом й онукою Алексіс. За власними словами, була «до дідька багата і непристойно бідна». Постійно намагається зайнятися чимось новим, а також знайти собі неодруженого багатія. У школі була закохана в Чета Пауела і в другому сезоні відновлює з ним стосунки. Після його смерті отримує в спадок 1 мільйон доларів, після чого відкриває школу акторської майстерності на його честь.

## Цікаві факти
- Компанія ABC провела незвичайну промоакцію, анонсувавши випуск книжки «Heat Wave», автором якої нібито є Річард Касл. Вихід було заплановано на 29 вересня 2009 року. Книжка справді вийшла друком, посівши шосте місце у списку бестселерів газети New York Times.
- 28 вересня 2010 року побачила світ друга книга з цієї ж серії — «Naked Heat».[1] Восени 2011 року вийшла третя книга («Heat Rises») та комікс «Castle: Richard Castle's Deadly Storm».[2]
- В шостій серії другого сезону Натан Філліон (Річард Касл) з'являється в костюмі капітана Рейнольдса (його героя в серіалі «Світляк»), після чого відбувається цікавий діалог.